# ティーン・ビーチ・ムービー
『ティーン・ビーチ・ムービー』（原題: Teen Beach Movie）は、ディズニー・チャンネル・オリジナル・ムービーのミュージカル映画。全米公開は2013年7月19日。また、日本では2014年9月3日にDVDが発売された。

## ストーリー
ブレイディとマッケンジーは、とても仲の良い友達。ある日マッケンジーは、名門高校に転校するために引っ越すことになる。旅立ちの朝、2人は、最後のサーフィンをしに行く。しかし、そこで大波にさらわれてしまい、2人は、60年代のビーチ・ミュージカル「ウェット・サイド・物語」(Wet Side Story)の世界に閉じ込められてしまう。果たして2人は、元の世界に戻れるのか?

## キャスト
※括弧内は日本語吹替
- ブレイディ - ロス・リンチ（高梨謙吾）
- マッケンジー(マック) - マイア・ミッチェル（本名陽子）
- レイラ - グレイス・フィップス（吉田聖子）
- タナー - ギャレット・クレイトン（泰勇気）
- ブッチー - ジョン・デルーカ（英語版）（松本忍）
- チーチー - クリッシー・フィット（英語版）（友永朱音）
- おじいちゃん - バリー・ボストウィック（石田圭祐）
- フュージョン博士 - ケヴィン・チャンバーリン（遠藤純一）
- レス・カマンベール - スティーヴ・ヴァレンタイン（一条和矢）
- シーキャット - ジョーダン・フィッシャー（竹内栄治）
- ラスカル - ケント・ボイド（中島ヨシキ）
- ストラッツ - ジェシカ・リー・ケラー（Lynn）
- ギグルス - モリー・グレー（村中知）
- ラグナット - ウィリアム・T・ロフティス（木島隆一）
- ビッグ・ママ - レイヴォン・フィッシャー・ウイルソン（桜井ひとみ）
- アントワネットおばさん - スザンヌ・クライヤー（水野千夏）
- ビーチで釣りする人 - レイナルド・アロヨ（木島隆一）

## サウンドトラック
| 専門評論家によるレビュー | 専門評論家によるレビュー |
| レビュー・スコア         | レビュー・スコア         |
| 出典                     | 評価                     |
| ------------------------ | ------------------------ |
| Allmusic                 | [ 2 ]                    |

サウンドトラックは米国で2013年7月16日リリースされ、日本で8月7日リリースされた。
全米アルバムチャートビルボード200第3位、Top Kid Audio チャートと Top Soundtracks チャート第1位を獲得する。
シングル曲「クールに飛ばすぜ」 (Cruisin' for a Bruisin')は Heatseekers Songs チャート第6位となる。

### 収録曲
| #         | タイトル                                    | 作詞      | 作曲・編曲 | アーティスト名                                                                                                 | 時間 |
| --------- | ------------------------------------------- | --------- | ---------- | --- | ---- |
| 1.        | 「酸素のように」                            |           |            | マイア・ミッチェル                                                                                             | 3:01 |
| 2.        | 「サーフィン・クレイジー」                  |           |            | スペンサー・リー、キーリー・ホークス、ティーン・ビーチ・ムービー・キャスト                                     | 3:02 |
| 3.        | 「クールに飛ばすぜ」                        |           |            | ロス・リンチ、グレイス・フィップス、ジェイソン・エヴィガン                                                     | 3:15 |
| 4.        | 「あなたの腕の中へ」                        |           |            | グレイス・フィップス                                                                                           | 3:12 |
| 5.        | 「ふたりはめぐり逢う」                      |           |            | ロス・リンチ、マイア・ミッチェル、グレイス・フィップス、スペンサー・リー、ギャレット・クレイトン               | 3:40 |
| 6.        | 「ライク・ミー」                            |           |            | ロス・リンチ、マイア・ミッチェル、グレイス・フィップス、スペンサー・リー、ティーン・ビーチ・ムービー・キャスト | 3:18 |
| 7.        | 「ふたりはめぐり逢う (リプライズ1)」        |           |            | グレイス・フィップス、スペンサー・リー                                                                         | 1:40 |
| 8.        | 「歌いだしちゃう」                          |           |            | ロス・リンチ、マイア・ミッチェル                                                                               | 2:25 |
| 9.        | 「ふたりはめぐり逢う (リプライズ2)」        |           |            | ロス・リンチ、マイア・ミッチェル                                                                               | 0:34 |
| 10.       | 「サーフ・アップ」                          |           |            | ロス・リンチ、マイア・ミッチェル、ティーン・ビーチ・ムービー・キャスト                                         | 3:01 |
| 11.       | 「クールなヤツら」                          |           |            | スペンサー・リー、グレイス・フィップス、ジェイソン・エヴィガン                                                 | 2:45 |
| 12.       | 「サーフィン・クレイジー・フィナーレ」      |           |            | ティーン・ビーチ・ムービー・キャスト                                                                           | 2:31 |
| 13.       | 「クールに飛ばすぜ (インストゥルメンタル)」 |           |            | | 3:15 |
| 14.       | 「あなたの腕の中へ (インストゥルメンタル)」 |           |            | | 3:12 |
| 15.       | 「サーフ・アップ (インストゥルメンタル)」   |           |            | | 2:58 |
| 合計時間: | 合計時間:                                   | 合計時間: | 41:49      | |      |